# Días Mejores
Días Mejores é uma coletânea da banda mineira Jota Quest, lançada em 26 de outubro de 2010 na América Latina. Compila os maiores sucessos do grupo em versões em espanhol. O álbum nunca foi lançado no Brasil.

## Produção
Editado pela filial argentina da multinacional Sony Music, Dias Mejores foi gravado no estúdio Circo Beat, em Buenos Aires, com produção de Mário Breuer - nome recorrente na ficha técnica de ícones do pop rock portenho como Charly Garcia e o grupo Soda Stereo. Em seu primeiro álbum idealizado para o mercado latino de língua hispânica, o vocalista Rogério Flausino (que teve aulas para cantar com a pronúncia correta do espanhol falado na Argentina), o guitarrista Marco Túlio, o baixista PJ, o tecladista Márcio Buzelin e o baterista Paulinho Fonseca regravam em castelhano 12 sucessos de sua discografia, com arranjos novos)

## Faixas
A tracklist do álbum foi confirmada no dia 21 de outubro de 2010.
1. Na Moral (Na Moral)
2. Ya Fué (Já Foi)
3. Encontrar a Alguien (Encontrar Alguém)
4. Días Mejores (Dias Melhores)
5. Una Vez Más (Mais Uma Vez)
6. Alguien Para Mi Soledad (Seis e Trinta)
7. Fácil (Facil)
8. A Tu Lado (Do Seu Lado)
9. Vem a Andar Conmigo (Vem Andar Comigo)
10. Amor Mayor (Amor Maior)
11. La Plata (La Plata)
12. Bienvenidos Al Planeta de Los Simios (De Volta ao Planeta)

## Singles
O quinteto mineiro acaba de gravar seu primeiro clipe em espanhol, com a versão latina da canção “Na moral”. O vídeo, que foi produzido em três dias de gravação, foi dirigido pelo argentino Nahuel Lerena e contou com as participações especiais de Emmanuel Horvilleur e Dante Spineta, da dupla “(IKV) Illya Kuryaki and the Valderramas”, além de mais de cem figurantes. O clipe ainda não tem data de estreia, mas um making of feito pelos próprios músicos já está disponível na rede.